# A budapesti kém
A budapesti kém Kondor Vilmos magyar író harmadik regénye, amely 2010 júniusában jelent meg az Ünnepi könyvhétre az Agave Könyvek gondozásában.

## Tartalom
1943 decemberében Budapesten még egyetlen lövés sem dördült el, és Kállay Miklós kormánya mindent megtesz azért, hogy ez így is maradjon. Az immáron a Reutersnek dolgozó Gordon Zsigmond vonakodva mond igent Ujszászy István, az Államvédelmi Központ vezetőjének – és Karády Katalin szeretőjének – arra a kérésére, hogy alkalmi futárként segítse Kállay törekvéseit, ám amikor a küldeményt Velencében kézbesíti, összekötőjét megölik, és kis híján vele is végez a merénylő. Fél Európát beutazván Gordon hazatér, és barátjához, Gellért Vladimir felügyelőhöz fordul tanácsért, mert most már biztos abban, hogy kém rejtőzik a legmagasabb kormánykörök környezetében. A gyanúsítottak sora nem hosszú, ám azt még Ujszászy sem érti, kinek dolgozhat a kém, hiszen a Vár szinte hemzseg a német spionoktól, a szövetségesekkel pedig folyamatosan tárgyalnak a különbékéről. Megindul hát a hajsza a kém után, aki belesétál Ujszászy csapdájába, ám azt sem ő, sem Gordon nem gondolta volna – még legvadabb álmában sem –, hogy ki mozgatja a szálakat…

## A regény fogadtatása
A budapesti kém a ciklus előző két részéhez hasonlóan jelentős kritikai visszhangot váltott ki.
Bárány Tibor az Élet és Irodalomban valódi, vérbeli kémregényként ír róla.

„[B]ár a szereplők olykor másképpen viselkednek, mint ahogyan elvárhatnánk tőlük (például nem beszélnek meg második, biztonsági találkozókat a titkos államközi kommunikáció zökkenőmentes bonyolítása érdekében), mégis valódi, vérbeli kémregényt olvasunk - a maga nemében az elsőt a magyar irodalomban a »szocialista kémregények« csillagának megérdemelt hanyatlása után. [...] Sok minden változott tehát (nem is feltétlenül előnyére, gondolhatják a hard-boiled műfaj rajongói; végre itt az első komolyan vehető magyar kémregény!, ujjonghatnak John le Carré hívei), de a lényeg változatlan maradt. A kémregény-konvenciók alkalmazásának önmagán túlmutató tétje van: a kémtörténet sajátos műfaji kellékei és a többé-kevésbé következetesen nem visszatekintő perspektíva alkalmazása révén új, éppen ezért meghökkentően érdekes nézőpontból pillanthatunk a fasizálódó Magyarország (és Európa) egyszerre ismert, mégis idegen világára. A kémregény műfaji konvenciói lehetővé teszik, hogy legalább részlegesen megszabaduljunk az utólagos értelmezési sémáinktól, amelyekkel a XX. századi magyar történelem traumatikus eseményeihez közelítünk - és ennek kiaknázása, akárhogy is nézzük, nem kis teljesítmény.”

Lukácsy György a Heti Válaszban szintén remekbe szabott kémregényként üdvözli.

„Miközben harmadik regényének hangulata is fojtogató, a történetvezetés következetes, a párbeszédek szikárak, A budapesti kémre Kondor stílusa megérett, leszálkásodott. A gyermekháj, ami korábban megült a szövegtesten, eltűnt. Az első két krimiben jelentkező túlzott kutatási buzgalom (a korabeli utcanevek hivalkodó sorolása) immár a múlté. Maradt a korszak fölényes ismerete és a mesteri feszültségteremtés. Nyomasztó és sötét, mint a politikai alvilág: remekbe szabott magyar kémregény.”

Rácz I. Péter a prae.hu-n kiváló szociokrimiként ír a regényről.

„A magyar kémkedés, hírszerzés története jobbára feldolgozatlan, ráadásul egy történelmi és szociokrimi keretén belül e téren, azt hiszem, egyedülálló alkotás született A budapesti kém révén. Kondor alapos és körültekintő tájékozottsága akár a nemzetközi titkosszolgálatok korabeli működésétől a magyar politikai elit Janus-arcúságának felvázolásán át a világháború takarékos konyhaművészetéig irigylésre méltó, és követendő példa mindazoknak, akik írói sikereiket valódi teljesítmények elérésével szeretnék megvalósítani..”

Keresztes Gáspár az Pesti Estben a regény hitelességét emeli ki.

„A kötetek egyszerre jól megszerkesztett krimik, kiváló korrajzok és történelmi regények, ráadásul még letehetetlenek is. A szerző krimijei esetében a hitelesség alapkövetelmény, a korfestésből pedig, mint korábbi könyveitől megszoktuk, ismét csak eminens, ezúttal pedig budapesti melegbárok, nemzetközi kémek, garottos orgyilkosok, náci verőlegények és több külhoni utazás is bonyolítja a nyomozást.”

## Folytatás
Az ötkötetes Bűnös Budapest-ciklus negyedik része, A budapesti kém folytatása 2011 júniusában jelent meg Budapest romokban címmel.